# 아프리카여 안녕
《아프리카여 안녕》은 1987년 2월 8일에 MBC TV에서 방영된 베스트셀러극장이다.

## 줄거리
어머니의 죽음으로 충격을 받은 10대 소녀 영주(백현미)는 그 충격으로 늑막염을 앓게 되어 학교를 중퇴하고 바닷가에서 요양하게 된다. 정신적 충격과 육체적 병환이 겹쳐 실의에 빠진 나날을 보내던 영주에게 아버지(김용건)는 마지막 등불이나 다름 없었다. 어느 날 영주는 요양지에서 우연히 미술학도 윤수(고영준)를 만나 친밀감을 느끼게 되면서 무료한 요양생활에 활기를 찾게 되지만, 아버지가 어머니의 친구(김민정)와 재혼하려는 것을 알고 아버지에게 배신감을 느끼게 되는데...

## 출연
- 백현미
- 고영준
- 김용건
- 김민정
- 오경애
- 김지영
- 정현
- 신충식
- 박종관
- 신국
- 최선균
- 강성욱
- 문시경
- 차윤회
- 박성식
- 강용규
- 문창근
- 박광영
- 전미선